# 2011 MD
2011 MD – planetoida bliska Ziemi, należąca do grupy Amora. Została odkryta 22 czerwca 2011 roku w ramach obserwacji w programie LINEAR. Jej rozmiar szacuje się na 5–20 metrów.

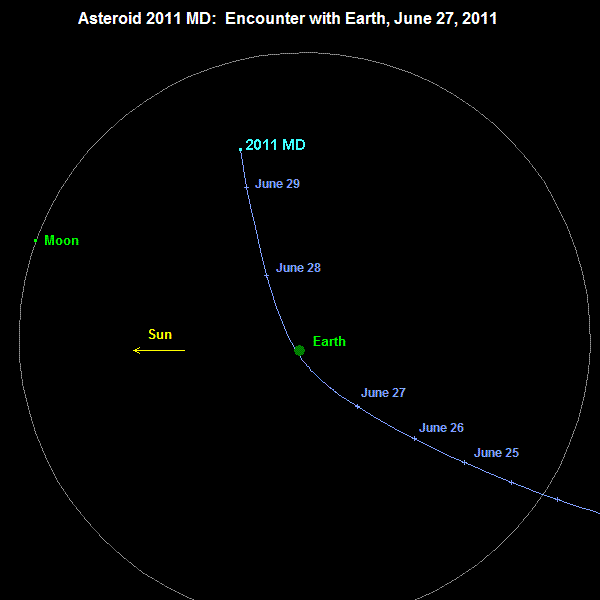
Trajektoria 2011 MD w czerwcu 2011 w układzie Ziemia–Księżyc

27 czerwca 2011 planetoida przeleciała bardzo blisko Ziemi, zbliżając się do niej na odległość około 12,3 tysięcy kilometrów od jej powierzchni (około 1/31 odległości Księżyca od Ziemi).